# إنما كويفاس
إنما كويفاس (بالإسبانية: Inma Cuevas) هي ممثلة إسبانية، ولدت في 9 يوليو 1977 في مدريد في إسبانيا.

## روابط خارجية
- Inma Cuevas على موقع IMDb (الإنجليزية)
- Inma Cuevas على موقع قاعدة بيانات الفيلم (الإنجليزية)